# Ceratobranchia binghami
Ceratobranchia binghami е вид лъчеперка от семейство Харациди (Characidae). Видът не е застрашен от изчезване.

## Разпространение и местообитание
Разпространен е в Перу.
Обитава сладководни басейни, реки и потоци.

## Описание
На дължина достигат до 5,3 cm.
Популацията на вида е стабилна.